# Amata analinigra
Amata analinigra là một loài bướm đêm thuộc phân họ Arctiinae, họ Erebidae.